# Al-Awamia
Koordinaten: 26° 35′ 27,9″ N, 49° 58′ 48,7″ O
Al-Awamia (arabisch العوامية, DMG al-ʿAwāmīya) ist ein saudischer Ort mit circa 25.500 Einwohnern im Gebiet al-Qatif (Verwaltungsbezirk) der Provinz asch-Scharqiyya im Osten des Landes. Er ist gut über eine Schnellstraße zu erreichen, auch der Luftverkehrs-Drehkreuz Flughafen Dammam ist nicht weit.

## Geschichte
Die Bewohner von al-Awamia sind mehrheitlich Schiiten. Sie gerieten 1913 infolge des Zerfalls des Osmanischen Reiches im Zuge der Eroberung eines Großteils der arabischen Halbinsel durch Abd al-Aziz ibn Saud unter die Herrschaft von sunnitischen Wahhabiten, die ihre religiösen Normen rücksichtslos durchsetzten. Dagegen protestierten immer wieder die Schiiten.
Laut dem in Oxford lehrenden Islamwissenschaftler Toby Matthiesen, der zu den saudischen Schiiten forscht, wurde al-Awamia in der jüngsten Geschichte Saudi-Arabiens zum Zentrum der schiitischen Opposition.
Während des „Arabischen Frühlings“ in Saudi-Arabien wurde der aus al-Awamia stammende Prediger Nimr al-Nimr zum Sprecher der Schiiten und rief zu Demonstrationen für mehr Demokratie auf. Am 5. Oktober 2011 kamen bei Zusammenstößen zwischen Polizei und der schiitischen Bevölkerung der Stadt mindestens 14 Menschen ums Leben. Nimr al-Nimr wurde 2012 verhaftet, zum Tode verurteilt und zusammen mit 46 anderen Schiiten am 2. Januar 2016 hingerichtet.
Daraufhin kam es im Frühjahr 2017 in al-Awamia zum Aufstand. Im Mai 2017 rückten das saudische Militär und mehrere Polizeieinheiten in gepanzerten Fahrzeugen vor und belagerten die Stadt. Am 10. Mai begannen Bulldozer damit, rund 500 historische Häuser im Altstadtviertel al-Mosawara abzureißen. Damit sollte den Aufständischen das Rückzugsgebiet genommen werden.  Schätzungen gehen davon aus, dass etwa 20.000 Bewohner der Stadt vor den Massakern geflüchtet sind.